# Cabrejas del Pinar
Cabrejas del Pinar bezeichnet einen Ort und eine Gemeinde (municipio) mit 299 Einwohnern (Stand: 2024) im Nordwesten der spanischen Provinz Soria in der Autonomen Gemeinschaft Kastilien-León. Die Gemeinde gehört zum Bistum Osma-Soria.

## Lage
Der Ort Cabrejas del Pinar liegt in der von Hügeln und Felsen durchsetzten Hochebene im Nordwesten der Provinz Soria in einer Höhe von ca. 1150 Metern ü. d. M. Die Entfernung zur östlich gelegenen Provinzhauptstadt Soria beträgt knapp 35 Kilometer (Fahrtstrecke). Der Nachbarort Abejar ist nur etwa sieben Kilometer in östlicher Richtung entfernt.

## Bevölkerungsentwicklung
| Jahr      | 1960 | 1970 | 1981 | 1991 | 2001 | 2010 |
| Einwohner | 923  | 748  | 521  | 463  | 479  | 426  |

In der ersten Hälfte des 20. Jahrhunderts lag die Zahl der Einwohner zwischen 600 und 800. Die zunehmende Mechanisierung der Landwirtschaft und der daraus resultierende Verlust an Arbeitsplätzen haben in hohem Maße zu dem deutlichen Bevölkerungsrückgang der letzten Jahrzehnte beigetragen.

## Wirtschaft
Der Ort diente jahrhundertelang als wichtiges Handels-, Handwerks- und Dienstleistungszentrum für die landwirtschaftlich geprägten Dörfer und Einzelgehöfte der Umgebung. Er war überdies eine wichtige Station im System der Handels- und Viehwege (Cabaña Real de Carreteros) im Norden Spaniens. Heute spielen holzverarbeitende Betriebe und der Tourismus in Form der Vermietung von Ferienwohnungen (casas rurales) eine nicht unbedeutende Rolle für die Einnahmen des Ortes.

## Geschichte
Nach der arabisch-maurischen Eroberung entvölkerten sich weite Gebiete im Norden der Iberischen Halbinsel, die im Rahmen der im beginnenden 10. Jahrhundert unter dem kastilischen Grafen Gonzalo Téllez und dann in der zweiten Hälfte des 11. Jahrhunderts unter Alfons VI. zurückerobert (reconquista) und wiederbesiedelt (repoblación) wurden. Im Mittelalter lag der Ort am nördlichen Teil des Jakobswegs (Camino de Santiago), der von Katalonien (Barcelona) über Aragón (Saragossa) weiter nach Kastilien (Burgos) führte und sich dort mit der Hauptstrecke (Camino Francés) verband. Vom 16. bis zum 18. Jahrhundert war Cabrejas Hauptort der Communidad de Villa y Tierra. 

## Sehenswürdigkeiten
- Die Burg (castillo) stammt ursprünglich noch aus maurischer Zeit; nach der Rückeroberung wurde sie von den Christen übernommen und ausgebaut, bis sie im ausgehenden Mittelalter an strategischer Bedeutung verlor und verfiel. Wichtigste architektonische Überreste sind der Bergfried (torre de homenaje) und Teile des umgebenden Mauerrings mit einem arg ruinösen Tor.
- Ein als Wachturm (atalaya) aus islamischer Zeit interpretierter Rundturm befindet sich ganz in der Nähe.
- Die Pfarrkirche San Millán, ein im Äußeren eher schmuckloser und klobig wirkender Bau aus dem 16./17. Jahrhundert, verfügt über ein sehenswertes Barockportal mit seitlichen gedrehten Säulen. Das Innere beherbergt ein imposantes Altarretabel im churrigueresken Stil.

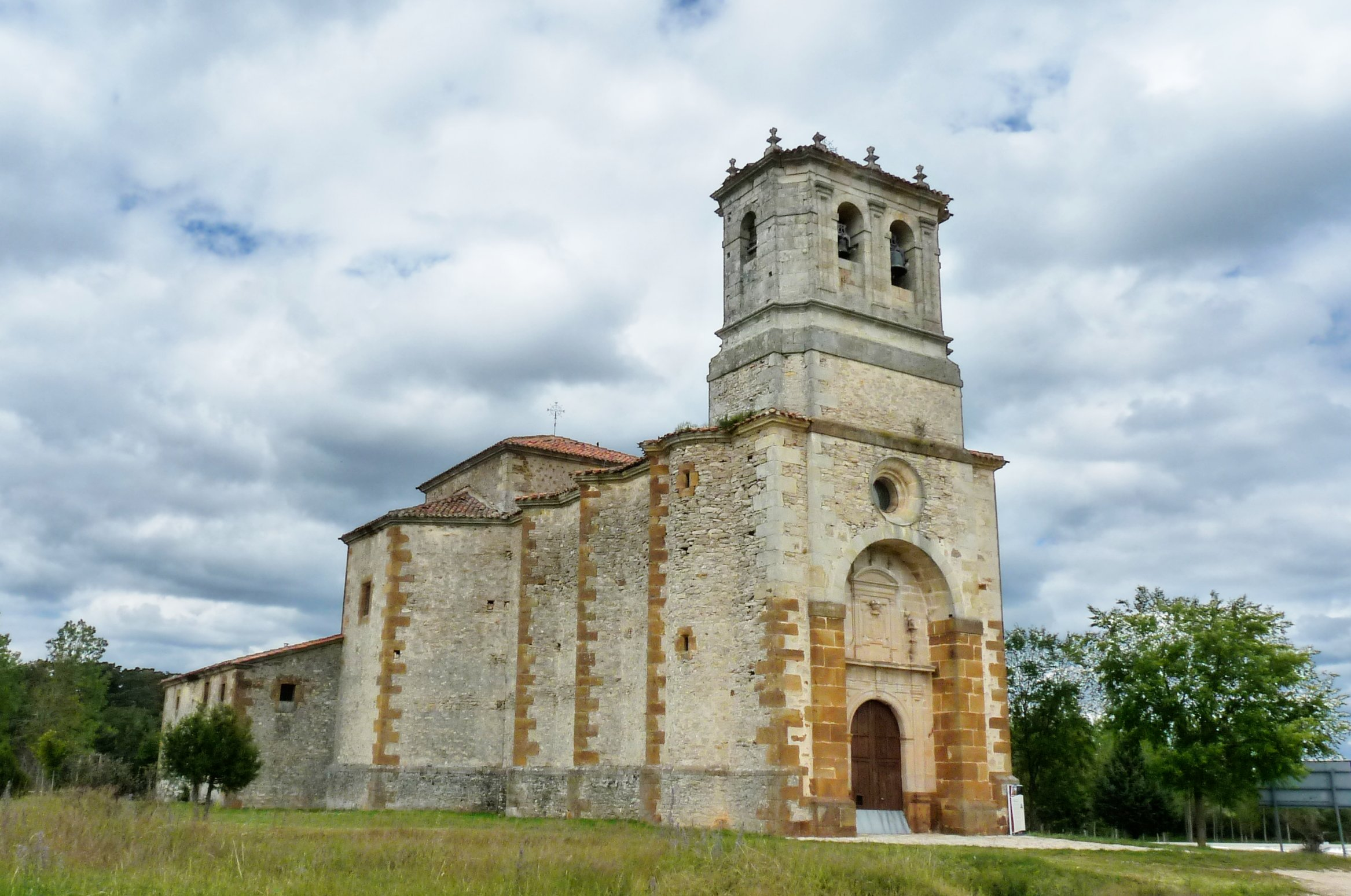
Ermita de la Blanca

- Im Ortszentrum steht eine Gerichtssäule (rollo oder picota) aus der Zeit als Cabrejas del Pinar Hauptort der Communidad de Villa y Tierra war.
- Ein restaurierter Klauenstand (potro de herrar) steht am Ortsrand.
- Die imposante einschiffige, aber mit einem Querschiff versehene Ermita de la Blanca befindet sich nahe der Hauptstraße N234. Sie ist eine Stiftung dreier im 18. Jahrhundert nach Mexiko ausgewanderter Familien, die es dort zu Wohlstand gebracht hatten. Die Weihe der Kirche erfolgte im Jahr 1814; das Portal zeigt deutliche klassizistische Stilformen.
- Die größtenteils aus Feldsteinen (mampostería) errichtete und insgesamt eher schmucklose Ermita de Santa Ana steht am Ortseingang und dient heute als Friedhofskapelle.